# Sleepy Eye
Sleepy Eye és una població dels Estats Units a l'estat de Minnesota. Segons el cens del 2000 tenia 3.515 habitants.

## Demografia
Segons el cens del 2000, Sleepy Eye tenia 3.515 habitants, 1.479 habitatges, i 942 famílies. La densitat de població era de 812,7 habitants per km².
Dels 1.479 habitatges en un 31,8% hi vivien nens de menys de 18 anys, en un 53,3% hi vivien parelles casades, en un 7,3% dones solteres, i en un 36,3% no eren unitats familiars. En el 34,5% dels habitatges hi vivien persones soles el 19,8% de les quals corresponia a persones de 65 anys o més que vivien soles. El nombre mitjà de persones vivint en cada habitatge era de 2,37 i el nombre mitjà de persones que vivien en cada família era de 3,08.
Per edats la població es repartia de la següent manera: un 28% tenia menys de 18 anys, un 6,8% entre 18 i 24, un 26% entre 25 i 44, un 19,9% de 45 a 60 i un 19,3% 65 anys o més.
L'edat mediana era de 38 anys. Per cada 100 dones de 18 o més anys hi havia 87,3 homes.
La renda mediana per habitatge era de 37.123 $ i la renda mediana per família de 48.500 $. Els homes tenien una renda mediana de 31.612 $ mentre que les dones 22.907 $. La renda per capita de la població era de 20.175 $. Entorn del 4,7% de les famílies i el 8,1% de la població estaven per davall del llindar de pobresa.

## Poblacions més properes
El següent diagrama mostra les poblacions més properes.